# Lapovo (općina)
Lapovo (općina) (ćirilično: Општина Лапово) je općina u Šumadijskom okrugu u Srbiji. Središte općine je grad Lapovo. 
Općina je osnovana 1991. godine izdvajanjem iz općine Batočina
U općini se nalazi 3 osnovne škola sa 793 učenika i 2 srednje škole sa 139 učenika. (2005.).

## Zemljopis
Općina se prostire na 55 km², (od čega na poljoprivrednu površinu otpada 4545 ha).

## Stanovništvo
Prema popisu stanovništva iz 2002. godine u općini živi 8.228   stanovnika, raspoređenih u 2 naselja.
Prirodni priraštaj iznosi -7,4 ‰.

### Naselja
- Lapovo (grad)
- Lapovo (selo)